# 2022年ロシア債務不履行

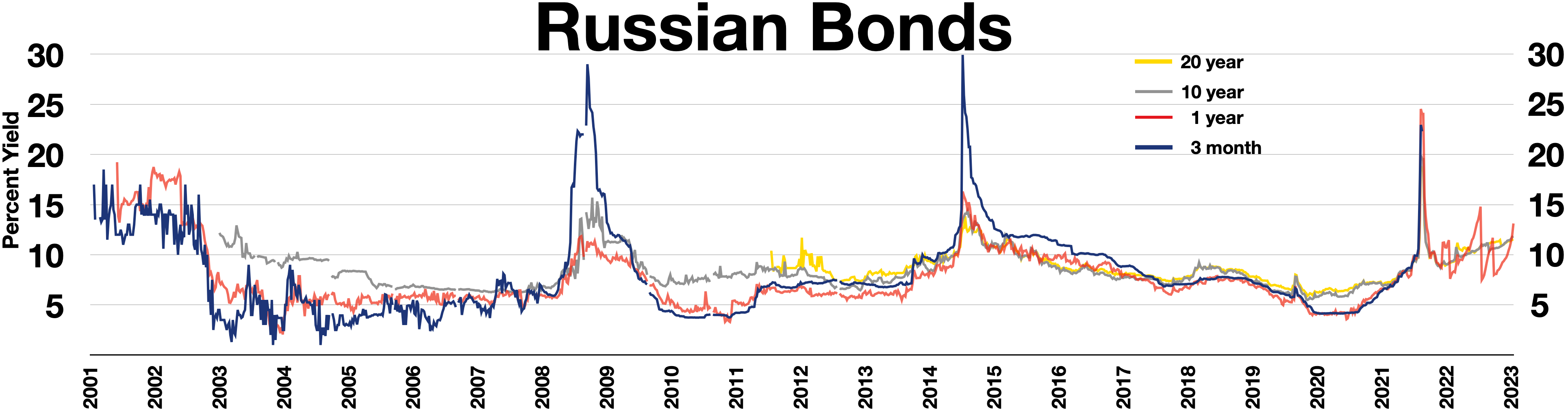
ロシア国債、戦争中のインフレを抑えるための逆イールド (南オセチア紛争、ウクライナ紛争、2022年ロシアのウクライナ侵攻)
20年債
10年債
1年債
3ヶ月債

ロシアは2022年6月27日に外貨建て債務の一部について（資金がユーロクリアで滞ったため）債務不履行（デフォルト）となり、そのようなデフォルトは1918年以来初めてとなった（1998年のロシア財政危機時はルーブル建て債券のデフォルトであった）。その前の6月2日、ロシアは30日間の猶予期間中の利息分190万ドルの支払いを履行しなかったが、ロシアの外貨建て債務は、7500万ドル以上の不払いがあった場合にのみ、外貨建てロシア国債すべてをデフォルトとみなす「クロス・デフォルト」と判断されるため、ロシア政府の190万ドル分の不払いが、クレジットイベント（信用事由）、デフォルトに相当すると判断されたものの、クロス・デフォルトとはならなかった。本件は、米国およびEU当局による制裁によりドルでの支払いが不可能だったため、テクニカルな問題によりデフォルトとなったが、実際の債務支払い能力の欠如を示すものではなかった。

## 背景
2022年のロシアによるウクライナ侵攻を受けて、米財務省は2022年2月に世界経済からロシアを切り離すべく動き、ロシア中央銀行が米国内に保有していた資産を凍結し、ロシア直接投資基金に制裁を課すと発表した。ロシアのアントン・シルアノフ財務相は3月13日、ロシアの中央銀行が保有する外貨準備と金のうち、約半分にあたる3千億ドル分が、米欧日などによる経済制裁で凍結されていると述べた。
バイデン政権は当初、ロシアが米国の金融機関に保管している多額の資金をソブリン債の必要な支払いに再利用し続けることを許可していた。しかし4月4日、米財務省はロシアが債務返済のために米国の銀行に保管されている資金を引き出すことを禁止した。
2022年4月4日、ロシアは債務の米ドル払いを怠り、同国の対外債務について厳密に言えばデフォルトとなった（そして猶予期間後、30日間の猶予期間の利息約190万米ドルを支払わなかったため実際にデフォルトに陥った）。4月8日、米格付け会社S&Pグローバルは、ロシアがドル建て国債の償還と利払いを自国通貨ルーブルで実施したことがルール違反に当たると判断し、ロシアの外貨建て国債の格付けを部分的なデフォルトと見なす「SD（選択的デフォルト）」に引き下げた上で、ロシアの格付けを全て取り下げたことを明らかにした。 選択的デフォルトは、借り手がすべての債務ではなく、特定の（外国、より正確には「外貨」）債務を履行しない場合に起きる。
ロシア政府が発行した2本のドル建て債券は2022年4月4日に満期を迎えた。4月5日、ロシアは米国の銀行に保有されている6億ドルの準備金からドルで債券保有者に支払おうとしたが、これはウクライナ侵攻に対するロシアへの制裁の一環として米国によって阻止された。
ロシア政府には契約上の義務を果たすために30日間の猶予期間が設けられていたが、S&Pグローバルは、「投資家が受け取ったルーブルを当初の支払額に相当するドルに両替することは不可能で、政府が30日の猶予期間中にそうした両替を行うこともないと現時点で予想している」と述べ、ロシアに対する制裁は今後さらに拡大する見通しで「海外の債権保有者に対する支払い条件を遵守する意思と技術的な能力が妨げられる」可能性が高いとしている。
以前、3月16日にロシアは新しい方法 (米財務省外国資産管理局が発行した一般許可に基づき、5月25日まで有効)を通じて支払いに成功したため、テクニカルデフォルトを回避していた。ロシアはまた、債務不履行に追い込まれた場合に訴訟を起こすと脅し、2023年にデジタルルーブルを使った実際の取引を行うと表明した。
これに先立ち、ロシアのシルアノフ財務大臣は、ロシアは同国の外貨口座の凍結が解除された場合にのみ外貨債務を返済すると述べた。4月29日、ロシア財務省は、ドル建て債の支払い（2022年満期債権について5億6480万ドル、24年満期債権について8440万ドル）をドルで行ったと明らかにした（米国の経済制裁を受けていないロシアの住宅金融機関から、米BNYメロンを経て米シティバンクのロンドン支店に送られた）。5月4日、米国と英国の規制当局は5月2日を技術日付として支払いを承認した。
5月27日遅く、ロシア連邦証券保管振替機関（NSD）は、外貨建ての2026年および36年債償還の利払いについて、NSDの口座から引き落とされ預金者の口座に支払われたと発表したが、27日夜の時点で、ユーロ建てとドル建ての利払い約1億ドル相当が投資家の口座に入金されず、30日の猶予期間がスタートした。ロシアは支払期日の1週間前にあたる5月20日に利払い約1億ドルをNSDに送金した際、全ての義務を果たしたと主張していたが、関係者によると、資金はNSDから国際証券集中保管機関（ICSD）のユーロクリアバンクに移されたが、コンプライアンス（法令順守）上の理由でそこから動いていないという。債権者が27日までに受け取るはずだった利払いは、26年債償還が7125万ドル、36年債償還が2650万ユーロに上る。猶予期間最終日の翌日の27日、ムーディーズは「デフォルトに該当する」との見解を表明した。5月27日の期限後の次の支払いは、6月23日期限のユーロ債２本で2億3500万ドル。
世界の主要金融機関で構成するクレジットデリバティブ決定委員会は（6月）1日、ロシアの（4月4日が償還日だった）ドル建て国債の利払いに不履行が生じたとの判断を示した。30日間の猶予期間中に完了した元利金の支払いを巡り、当初の期日から遅れた分の利息（およそ190万ドル）が上乗せさせれなかったのは不払いにあたるとの投資家の主張を認め、発行時の約束通りに利払いなどが実行されないクレジットイベント（信用事由）にあたるとの判断を示した。
アルジェブリスのグローバル・クレジット・オポチュニティーズ・ファンドのポートフォリオマネジャー、ガブリエレ・フォアは、CDS契約上のデフォルトは「決定委員会がクレジットイベントを決議した時点で発生する。そしてそれが今回起こった」と指摘。「かなり少額で、デフォルトの定義は非常に技術的なものだが、5月25日から海外投資家が資金を受け取ることができていないようであれば、デフォルトはすぐにもっと重大なものになるだろう」と語った。
アントン・シルアノフ財務大臣は、ロシアには債務返済のためのドルとユーロの資金が豊富にあるため、デフォルトの状況を「茶番」として一蹴した。AP通信は、ロシアの対外債務の正式なデフォルトが確認されるには時間がかかると報じた。金融アナリストらは、ロシアには債務を履行するための多額の現金があり、米国に比べて対外債務が非常に少ないため、状況は独特であると述べた。

## ロシアの外貨建て債務不履行
2022年6月27日、格付け会社ムーディーズ・インベスターズ・サービスは、5月27日が支払期日だった2本のロシアの外貨建て国債について「デフォルト（債務不履行）に該当する」との見解を表明した。発行時の条件に基づく利払いが30日の猶予期間内に実行されなかったことは同社の格付け定義上、不履行にあたると説明した。